# Max Wenzlaff
Max Wenzlaff (* 9. Dezember 1891 in Düren; † 30. Mai 1974 ebenda) war ein deutscher Landschaftsmaler.

## Leben
Wenzlaff war das zweitjüngste von fünf Kindern des Dürener Teppichmuster-Entwerfers Arthur Max Adolph Wenzlaff und dessen Ehefrau Anna Augusta, geborene Herzwurm. Er erwarb die Mittlere Reife am Realgymnasium Düren. Anschließend besuchte er die Kunstgewerbeschule Köln und begann ein Studium der Raumgestaltung. Dort war er Schüler von Robert Seuffert. Im Jahr 1912 oder danach wechselte er auf die Kunstakademie Düsseldorf, wohl auf Anraten Seufferts. Nach einem Jahr wechselte er die Schule erneut und schrieb sich an der Großherzoglich Sächsischen Hochschule für Bildende Kunst in Weimar ein, wo er bei Theodor Hagen und Walther Klemm Landschafts- und Genremalerei studierte.
Mit dem Ausbruch des Ersten Weltkriegs kam auch Wenzlaffs Einberufung zum Wehrdienst. Nach dem Krieg arbeitete er als freischaffender Künstler in seiner Heimatstadt. 1920 erhielt er im Leopold-Hoesch-Museum seine erste Einzelausstellung. 1921 besuchte er seinen Studienfreund Klaus Fisch in München. Mit ihm und dessen Lehrer Hans Beat Wieland durchstreifte er das Münchner Umland und fuhr er nach Berchtesgaden. 1925 unternahm er mit Fisch eine Studienreise in die Schweiz. 1940 widmete das Leopold-Hoesch-Museum den „Dürener Malern“ – darunter Willi Rixen, Theo Pfeil (1903–?), Fisch und Wenzlaff – eine besondere Ausstellung. 1942 und 1944 folgen dort weitere Ausstellungen von Werken Wenzlaffs.
Beim Luftangriff vom 16. November 1944 wurden Wenzlaffs Wohnung und Arbeitsraum in der Dürener Rurstraße einschließlich der im Keller eingelagerten 300 Werke komplett zerstört. Ende 1944 zog er daher nach Gevelsberg zu seinen Schwestern Alma und Milly, wohin diese zuvor evakuiert worden waren. In Gevelsberg gründete er bald nach dem Krieg einen Malerkreis. Durch Aufnahme weiterer, auch nicht-bildender Künstler entwickelte sich dieser Zirkel zum „Gevelsberger Künstlerkreis“. 1957/58 kehrte er – zusammen mit seinen Schwestern – nach Düren zurück. Altersschwach geworden bezog er 1966 schließlich eine Unterkunft im Altenheim Schenkel-Schoeller-Stift in Düren-Niederau, wo er im Alter von 82 Jahren starb.
Nach 1945 stellte Wenzlaff alljährlich zur „Jahresschau Dürener Künstler“ im Leopold-Hoesch-Museum aus. Außerdem war er in vielen Galerien vertreten. Er schuf mehr als 1000 Gemälde, vor allem impressionistisch gemalte Darstellungen von Mittelgebirgslandschaften, insbesondere der Eifel, die in ganz Deutschland hängen.